# Lorp-Sentaraille
 Lorp-Sentaraille  là một xã ở tỉnh Ariège, thuộc vùng Occitanie ở phía tây nam nước Pháp.